# Lista de sítios arqueológicos maias

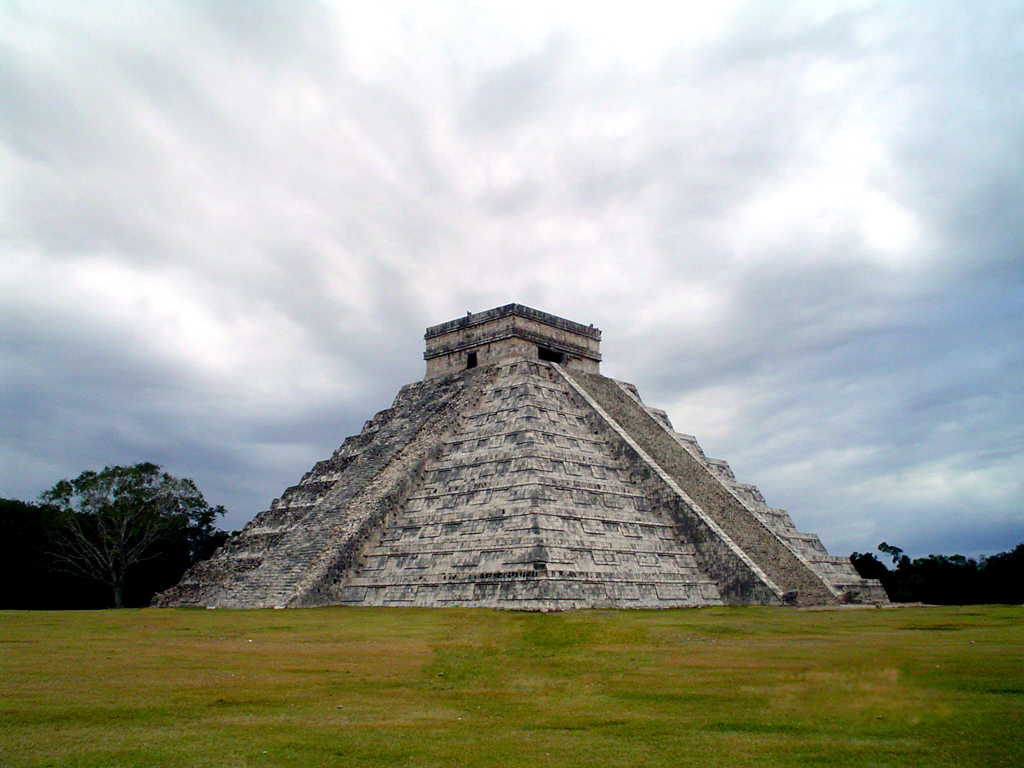
Chichén Itzá.

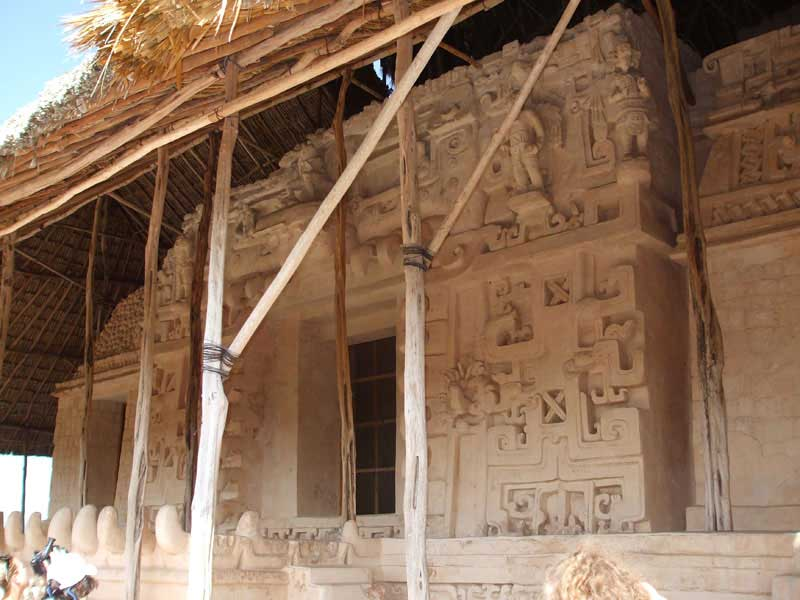
Ek-Balam (Yucatán).

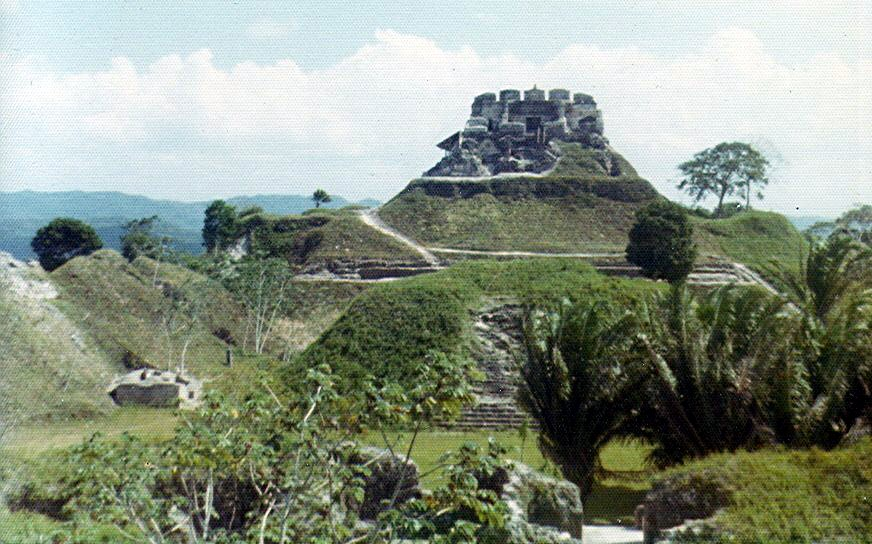
Xunantunich (Belize).

## Belize
- Altún Ha
- Cahal Pech
- El Caracol
- Cuello
- Lamanai
- Lubaantún
- Nim Li Punit
- Xunantunich

## Guatemala
- Aguateca
- El Baul
- Cancuén
- Ceibal
- Dos Pilas
- Itzan
- Iximché
- Kaminal Juyú
- Machaquilá
- El Mirador
- Mixco Viejo
- Nakbé
- Quiriguá
- Q'umarkaj
- Piedras Negras
- Takalik Abaj
- Tayasal
- Tikal
- Uaxactún
- Zaculeu

## Honduras
- Copán

## Mexico
- Becán
- Bonampak
- Calakmul
- Chichén Itzá
- Chinkultik
- Cobá
- Comalcalco
- Dzibilchaltún
- Edzná
- «Ek Balam»
- Izamal
- Jaina
- Kabáh
- Kohunlich
- Labná
- Mayapán
- Palenque
- Río Bec
- Sayil
- Toniná
- Tulum
- Uxmal
- Yaxchilán

## El Salvador
- Joya de Cerén
- San Andrés
- Tazumal
- El Trapiche